# Максимович, Михаил Александрович
Михаи́л Алекса́ндрович Максимо́вич (3 (15) сентября 1804 — 10 (22) ноября 1873) — украинский и русский филолог, фольклорист, переводчик, историк, поэт, ботаник, член-корреспондент Санкт-Петербургской академии наук (1871); декан историко-филологического факультета и первый ректор Императорского Киевского университета.

## Биография
Родился 3 (15) сентября 1804 года на хуторе Тымковщина близ Золотоноши (ныне село Богуславец Черкасской области Украины). По отцу происходил из старинного казацкого рода, по матери — из рода Тимковских.
В 1819 году окончил Новгород-Северскую гимназию и поступил на отделение (факультет) словесных наук Московского университета. В 1821 году перешёл на отделение физических и математических наук, был учеником Г. Ф. Гофмана. В 1823 году окончил Московский университет и был оставлен в нём для подготовки к профессорскому званию. Защитив магистерскую диссертацию «О системах растительного царства», он получил должность адъюнкта. Работал в библиотеке и университетском Гербарии. С 1826 года в течение 10 лет занимал пост директора ботанического сада Московского университета.
В 1824—1825 годах произвёл большие гербарные сборы в Московской губернии, сохранившиеся и поныне в хорошем состоянии в Гербарии МГУ. Был специально командирован для сбора и описания растений всех уездов Московской губернии и оформил свои изыскания в виде «Списка растений московской флоры», в котором перечислено 926 видов. В 1832 году был командирован на Кавказ, откуда привез богатые коллекции. В 1833 году был избран профессором ботаники. Заведовал кафедрой ботаники Московского университета (с августа 1833 до июня 1834).
В мае 1834 года он был вынужден занять кафедру русской словесности в открывшемся тогда в Киеве университете Святого Владимира — по категорическому требованию министра просвещения графа Уварова, который имел в виду политические соображения: желая создать русский университет в Малороссии, он считал как нельзя более подходящим для этого деятелем Максимовича, который в своих актовых речах проводил именно идею народности. В октябре 1834 года М. А. Максимович был назначен ректором университета.
В декабре 1835 года он сложил с себя звание ректора, а в 1841 году, вследствие усилившейся болезни — и звание профессора; отдохнув, он ещё два года (1843—1845) читал лекции в качестве частного преподавателя. Тогда же он стал энергичным членом «Временной комиссии для разбора древних актов» и редактировал материалы для её издания («Памятников»).
Поселившись в своей усадьбе «Михайлова гора» (на берегу Днепра, в Золотоношском уезде Полтавской губернии), Максимович изредка посещал Москву, для встреч с М. П. Погодиным, Н. В. Гоголем и другими московскими друзьями.
Умер 10 (22) ноября 1873 года в своей усадьбе и был там же похоронен.
Пушкин и Гоголь были в восторге от малорусских песен Максимовича; Гоголь вел с ним переписку.
В 1830 году Максимович издал альманах «Денницу», в котором мы находим имена Пушкина (начало «Бориса Годунова»), Веневитинова, князя Вяземского, Дельвига, Хомякова, Баратынского, Языкова, Мерзлякова, Ивана Киреевского; в 1831 году появилась 2-я книжка «Денницы», в 1834 — 3-я, опять с целым рядом громких литературных имен.
Михаил Максимович и сам был не чужд поэзии: ему принадлежат несколько стихотворений на малорусском языке, переводы на малорусский язык «Слова о Полку Игореве» (1857) и псалмов (1859). Кроме того, он оказал заметное влияние на творчество Надежды Тепловой-Терюхиной.
С конца 1857 года он около полугода заведовал редакцией журнала «Русская Беседа», а в 1858 году стал секретарём возобновлённого «Общества любителей российской словесности».
Почётный член Московского университета (1871).
Был редактором-издателем альманахов «Киевлянин» (три книги: 1840, 1841, 1850) и «Украинец» (две книги: 1859, 1864).
По своим убеждениям Максимович был очень близок к украинофильству на его старой романтической основе, не отделяя, однако, в своем представлении Малороссию от России.

## Научные интересы
Максимович написал множество исследований, рассеянных в различных повременных изданиях и уже после смерти его собранных (далеко не полностью) в 3-х томах.
До перехода в Киев он напечатал целый ряд работ по естественным наукам:
- «О системах растительного царства»,
- «Основания ботаники»,
- «Главные основания зоологии»,
- «Размышления о природе»,
- «Книга Наума о великом Божием мире» — представляет собой первый опыт популярного издания для народа; до 1851 года она выдержала 6 изданий.

Главная особенность всех этих прекрасно изложенных трудов — стремление автора к систематизации, в духе тогдашней натурфилософии. М. А. Максимович содействовал замене иностранной научной терминологии русской. Этнографией Максимович стал заниматься рано.
Уже в 1827 году он издал «Малороссийские песни» (М., XXXVI, 234), с комментариями; А. Н. Пыпин признает за этим изданием «большую заслугу разумного понимания и исполнения дела».
В 1834 году Максимович издал другой сборник, под загл. «Украинские народные песни» (ч. 1, Максимович Михаил Александрович), a также «Голоса малорусских песен» (25 напевов, положенных на ноты А. А. Алябьевым); в Киеве он начал ещё более обширное изд., «Сборник украинских песен» (ч. 1-я, Киев, 1849).
Изучение памятников народной словесности привело Максимовича к исследованию русского, в особенности южно-русского, языка и словесности. Вступительная лекция его и в Киевском университете была посвящена вопросу «О значении и происхождении слова». Плодом изучения его русской речи по сравнению с западно-славянской было «Критико-историческое исследование о русском языке»; сюда же нужно отнести его «Начатки русской филологии». Впоследствии, под влиянием оживления, внесенного в этот вопрос трудами И. И. Срезневского и П. А. Лавровского, Максимович снова вернулся к исследованиям об исторической судьбе русского языка и происхождении малорусского и выступил горячим защитником существования «южно-русского» языка и противником мнений своего «северного» друга М. П. Погодина; так возник известный спор между «южанами» и «северянами» о древности малорусского наречия.
Максимович напечатал свои «Филологические письма к М. П. Погодину» в «Русской беседе» за 1856 год и «Ответные письма к нему же» в «Русской беседе» за 1857 год.
В области истории русской словесности Максимович интересовался, с одной стороны, древним периодом нашей словесности, в особенности «Словом о Полку Игореве», с другой — памятниками южно-русской письменности, которые изучал преимущественно с библиографической стороны.
Его труды в этой области:
- «История древней русской словесности»,
- «О народной исторической поэзии в Древней Руси»,
- «Песнь о Полку Игореве»,
- «К объяснению и истории Слова о Полку Игореве»,
- «Книжная старина южно-русская»,
- «О начале книгопечатания в Киеве»
- и др.

Работы по истории древнерусской киевской и южно-русской словесности ввели его и в область древнерусской истории вообще. Здесь он занял ещё более видное место, чем в филологии: его по справедливости должно признать патриархом малорусской историографии. Как малорусское наречие и словесность он выводил из древнерусского языка и словесности, так и малорусскую историю он генетически связывал с древней киевской, а малорусскую народность — с древними русичами. Этому последнему вопросу отчасти посвящена его статья «О мнимом запустении Малороссии в нашествие Батыево и населении её новопришлым народом», основной вывод которой усвоен и развит более поздними историками Украины.
В своей работе «Об употреблении названий Россия и Малороссия в Западной Руси» Максимович пишет:

Не очень давно было толкование о том, будто Киевская и вся западная Русь не называлась Россией до её присоединения к Руси восточной; будто и название Малой России или Малороссии придано Киевской Руси уже по соединении её с Русью Великой или Московской. Чтобы уничтожить навсегда этот несправедливый и нерусский толк, надо обратить его в исторический вопрос: когда в Киеве и в других западно-русских областях своенародные имена Русь, Русский начали заменять по греческому произношению их именами Россия, Российский? Ответ: с 90-х годов XVI века… Основанием такого ответа служат письменные акты того времени и книги, печатанные в разных областях Русских… Приведу свидетельства тех и других. Вот первая книга, напечатанная в Киеве, в типографии Печерской Лавры — «Часослов» 1617 года. В предисловии к ней иеродиакона Захария Копыстенского сказано: «Се, правоверный христианине и всяк благоверный читателю, от нарочитых мест в России Кийовских, сиречь Лавры Печерския»… Основательница Киевского Богоявленского братства Анна Гулевична Лозьина в своей записи о том 1615 года, говорит, что она учреждает его — «правоверным и благочестивым христианам народу Российского, в поветах воеводств Киевского, Волынского и Брацлавского будучим…» Окружная грамота 1629 года, напечатанная в Киеве, начинается так: «Иов Борецкий, милостию Божией архиепископ Киевский и Галицкий в Всея России…».

Работы Максимовича по истории украинского казачества отличаются по преимуществу критическим характером. Таковы две обширные его рецензии (в сущности — самостоятельные исследования) на сочинения Н. И. Костомарова (о «Богдане Хмельницком») и В. Б. Антоновича («Акты о казаках»).
Важное значение имеют его исследования «О гетмане Сагайдачном», «Обозрение городовых полков и сотен, бывших на Малороссии со времени Богдана Хмельницкого», «О Бубновской сотне», «О колиивщине» и множество других, более мелких; тут он является предшественником В. Б. Антоновича и А. М. Лазаревского в разработке истории Правобережной и Левобережной Малороссии; везде у него видны огромная начитанность в источниках и большой критический талант.
Максимович хорошо знал Киев, его древности и топографию Малороссии. Его статьи по этим вопросам составляют особый отдел в собрании его сочинений — 2-й, к которому примыкает 3-й, посвященный археологии Малороссии; здесь особенно выделяется статья о стрелах, найденных на Днепровском побережье, в которой он блестяще применил свои способности к классификации, приобретенные благодаря занятиям естественными науками.

## Память
- его имя носит Научная библиотека Киевского университета.
- 4 октября 2004 года[10] на историческом здании Московского университета на Моховой улице, дом 9 (ныне здание Факультета журналистики МГУ) была торжественно открыта мемориальная доска со скульптурным барьельефом М. А. Максимовича, напоминающая о том, что Михаил Александрович — выдающийся ученый, профессор Московского университета, ставший первым ректором Киевского университета святого Владимира. На торжестве присутствовали ректор МГУ В. А. Садовничий и ректор Киевского национального университета имени Тараса Шевченко, академик В. В. Скопенко.

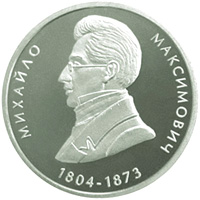
Памятная монета Украины
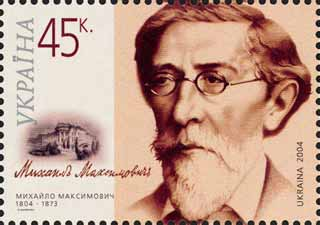
Почтовая марка Украины, 2004 год, посвящённая 200-летию со дня рождения Максимовича